# Carroll Shelby
Temple international de la renommée du sport automobile 1991

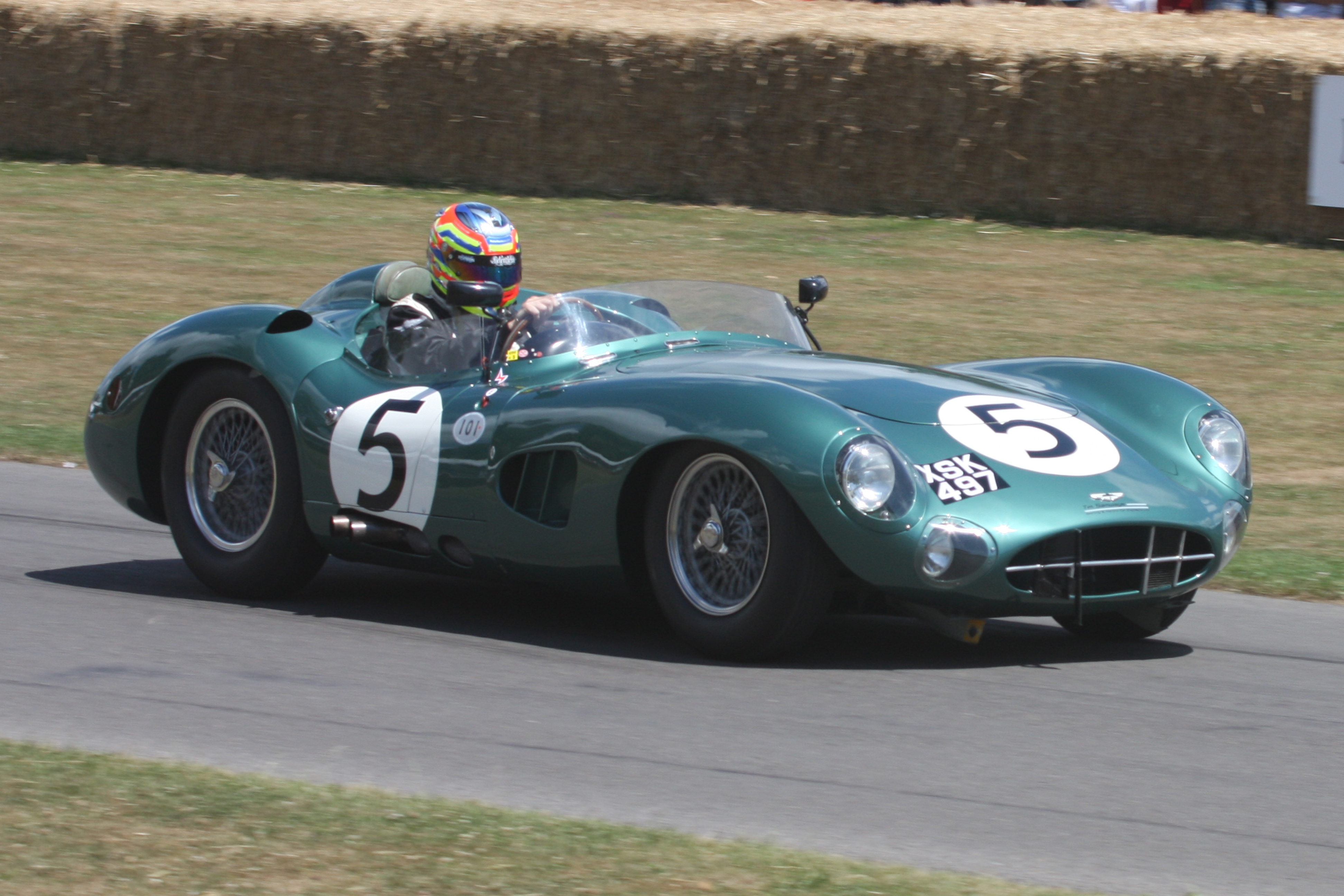
Une Aston Martin DBR1 qui reprend le no 5 de la victoire aux 24 Heures du Mans 1959. (Photo récente : le casque intégral n'existait pas à l'époque.). La voiture originale no 5 se trouve chez Shelby American au 6405 Ensworth St à Las Vegas aux États-Unis et y est exposée tel quel sans restauration depuis cette victoire du Mans 1959.

Carroll Hall Shelby, né le 11 janvier 1923 à Leesburg au Texas (États-Unis) et mort le 10 mai 2012 à Dallas, est un pilote de course américain reconverti dans le développement de versions gonflées de voitures de série (Muscle Cars), notamment la Shelby Cobra et trois dérivés de la Ford Mustang, la Shelby GT 350, la GT40, et la Shelby GT 500.

## Biographie
Ce Texan « pure souche » est très jeune attiré par les courses automobiles auxquelles il assistait dans les arènes de Dallas avec son père, Warren Hall Shelby, un facteur qui aimait les voitures. Après ses études, il fait son service militaire pendant la Seconde Guerre mondiale comme pilote d'avion. Démobilisé, il se lance dans le transport routier, sans succès et tente alors sa chance, sans plus de réussite dans l'exploitation pétrolière. Il se lance alors dans l'élevage des poulets mais après un démarrage brillant, il fait faillite à la suite d'une épidémie qui décime ses 20 000 volatiles et ses espérances. Shelby décide alors de tout abandonner et de se consacrer à ses passions, l'automobile sportive et le sport automobile.
Après des débuts sur MG en 1952, il court sur Allard Cadillac, puis Ferrari, Maserati ou Aston Martin. En 1958, il fait ses débuts en Formule 1 au Grand Prix de France avec la Scuderia Centro Sud. En Italie, il partage sa voiture avec Masten Gregory et se classe quatrième de l'épreuve, mais ne reçoit aucun point pour avoir partagé sa voiture. L'année suivante, il passe chez Aston Martin mais la DBR4 n'est pas compétitive et est contraint deux fois à l'abandon en quatre courses. Après une première participation en 1954 avec le Belge Paul Frère sur Aston Martin DB3S, il remporte les 24 Heures du Mans 1959 avec l'Anglais d'origine italienne Roy Salvadori, toujours sur Aston Martin. En 1960, en championnat USAC, il remporte une belle victoire à Castle Rock -parmi d'autres-, au volant de la Scarab du Team Reventlow. Après de nombreuses courses et d'essais de prototypes, il termine alors sa carrière de pilote; sa carrière aurait pu être plus étoffée, s'il n'avait pas souffert de problèmes cardiaques.
Après avoir mis fin à sa carrière, Shelby tente en 1961 de battre les Ferrari avec une voiture de sport américaine, qui coûterait trois fois moins cher que les mécaniques hors de prix et sophistiquées du Commendatore. Son rêve donne naissance en 1962 à la Shelby Cobra 260, voiture survitaminée, qu'il décline dans de nombreux modèles.
En 1965, à la suite d'une demande de Ford, il développe la Shelby GT 350 basée sur la Mustang afin de concurrencer Chevrolet et Plymouth sur le secteur à la mode et hautement concurrentiel des muscle cars. En 1967, il développe une nouvelle version de la Shelby. En 1966, il publie son livre : Des Cobras aux Fords du Mans qui raconte l'histoire de sa vie et de sa carrière de pilote et le début de la direction de son entreprise.
Il signe par la suite la préparation des Mustang Fastback V8 390 GT ainsi que celle de la Dodge Charger V8 440 utilisées par les truands dans le film Bullitt (1968) avec Steve McQueen en Ford Mustang
Shelby a reçu une transplantation cardiaque en 1992, et considérait comme sa plus grande réalisation la création de la Fondation Carroll Shelby (Shelby Heart Fund), alors qu'il était en attente d'une transplantation cardiaque. Il est mort le 10 mai 2012 à Dallas.

## Lieux baptisés en son honneur
La ville de Sebring en Floride baptise une voie publique en son honneur Carroll Shelby Road dans le secteur du circuit Sebring International Raceway où se déroulent les 12 Heures de Sebring. Une voie publique nommée Carroll Shelby Way porte son nom à Dearborn dans le Michigan. Le musée Carroll Shelby de Las Vegas expose les voitures de son entreprise. Un centre de formation appelé Carroll Shelby Technology Program à Mount Pleasant au Texas est baptisé en son honneur.

## Résultats en course

### Résultats en championnat du monde de Formule 1
| Saison | Écurie                           | Châssis           | Moteur              | Pneus   | GP disputés | Points inscrits | Classement |
| ------ | -------------------------------- | ----------------- | ------------------- | ------- | ----------- | --------------- | ---------- |
| 1958   | Scuderia Centro Sud Temple Buell | Maserati 250F     | Maserati 250F1 L6   | Pirelli | 4           | 0               | Nc         |
| 1959   | David Brown Corporation          | Aston Martin DBR4 | Aston Martin RB6 L6 | Avon    | 4           | 0               | Nc         |

### Résultats aux 24 heures du Mans
| Année | Écurie                   | Châssis           | Coéquipier    | Résultat  |
| ----- | ------------------------ | ----------------- | ------------- | --------- |
| 1954  | David Brown              | Aston Martin DB3S | Paul Frère    | Abandon   |
| 1959  | David Brown Racing Dept. | Aston Martin DBR1 | Roy Salvadori | Vainqueur |

### Titre
- USAC Road Racing Championship en 1960, sur Maserati Tipo 61 et Scarab Mk. II-Chevrolet (victoires lors des deux premières épreuves de la saison, sur les Riverside International Raceway et Continental Divide Raceway de Castle Rock).

### Autres victoires et podium notables
- Voitures de sport
  - Riverside National 1957 (du Los Angeles Times, sur Maserati 450S)
  - RAC Tourist Trophy 1959 (sur Aston Martin DBR1/300, avec Stirling Moss et Jack Fairman)
  - Eagle Mountain : 1953, 1954 et 1956
  - 2e des 12 Heures de Sebring 1955 (Ferrari 750 Monza).
- course de côte
  - Course de côte du Mont Washington 1956 (Ferrari 375 GP 4,5 l roadster).

## Records du monde
Sur Austin Healey puis Austin Healey 100S modifiée (classe 8), il bat 16 records nationaux et internationaux entre 1954 et 1956 avec Donald Healey lui-même (en 1954 au volant), ainsi que G.E.T. Eyston, Morris et Goodall (et pour 1956 seulement Roy Jackson et Moore) ; parmi ceux-ci figurent les 8 records mondiaux suivants (de Catégorie A1 et Groupe 1, à Bonneville Salt Flats)
- 1 000 miles à 242,963 km/h, le 22 août 1954
- 6 Heures à 214,139 km/h, le 23 août 1954
- 12 Heures à 213,190 km/h, le 23 août 1954
- 24 Heures à 212,900 km/h, le 23 août 1954
- 5 000 kilomètres à 212,868 km/h, le 23 août 1954
- 500 kilomètres à 246,165 km/h, le 16 août 1956
- 500 miles à 246,455 km/h, le 16 août 1956
- 1 000 kilomètres à 242,963 km/h, le 16 août 1956

## Distinctions
- Driver of the Year pour le magazine Sport Illustrated, en 1956 et 1957.

## Œuvres écrites
1966 : Des Cobras aux Fords du Mans

### Filmographie
- 2019 : Le Mans 66 de James Mangold (interprété par  Matt Damon dans le rôle de Carroll Shelby)
- 1966 : L'émission de l'ORTF Les coulisses de l'exploit lui consacre un numéro, Caroll Shelby, de Régis Forissier.

### Musique
- Carroll Shelby est cité dans la chanson Les Fastes de la solitude d'Hubert-Félix Thiéfaine : « Plus rapide qu'une Aston dans les mains de Shelby / Tu reprends l'avantage au treizième Martini ».